# 怀特罗克 (南达科他州)
怀特罗克（英語：White Rock）是美国南达科他州罗伯茨县的一座城镇。根据2010年美国人口普查，该镇仅有人口3人，是北达科他州人口最少的城市（镇）级别行政区之一，与希尔斯维尤并列。根据2009年的数据，该市每户收入中位数为$4,718，远低于南达科他州平均的$45,043，仅达到其十分之一左右。贫困率达到100%。由于人口数量极低，该镇处于接近荒废的状态，几乎成为鬼镇。

## 地理
该镇位于南达科他州与明尼苏达州交界处，与明尼苏达州隔河相望。面积约为4.07平方公里，境内有数条街道和房屋，但由于人口持续减少，多数街区已经荒废，逐渐被丛林取代。

## 人口
该市在1910年人口曾达368人，市政实施一应俱全；随后人口快速下降，1990年减为7人，2000年一度反弹到18人，但2010年又降为3人。据称2007年间，该镇人口一度更只有2人。
根据2010年美国人口普查的统计数据，该市有3位居民、3户、0个家庭、8个住房单位。人口种族构成为1个白人、1个北美原住民、1个墨西哥裔。三人全部为男性、单身。年龄中位数为60.5岁，2人为45至64岁，1人为65岁以上。
根据2000年的普查数据，每户收入中位数为$3,750，人均收入为$22,883，贫困率100%。
| 调查年                | 人口 | 备注 | %±     |
| --------------------- | ---- | ---- | ------ |
| 1900                  | 170  |      | —      |
| 1910                  | 368  |      | 116.5% |
| 1920                  | 353  |      | −4.1%  |
| 1930                  | 281  |      | −20.4% |
| 1940                  | 220  |      | −21.7% |
| 1950                  | 113  |      | −48.6% |
| 1960                  | 76   |      | −32.7% |
| 1970                  | 35   |      | −53.9% |
| 1980                  | 10   |      | −71.4% |
| 1990                  | 7    |      | −30.0% |
| 2000                  | 18   |      | 157.1% |
| 2010                  | 3    |      | −83.3% |
| U.S. Decennial Census |      |      |        |